# BESM-6
BESM-6 (ros. БЭСМ-6, skrót od ros. Большая электронно-счётная машина dosł. Duża Elektroniczna Maszyna Licząca) – był radzieckim komputerem z serii BESM. Był to pierwszy sowiecki komputer drugiej generacji, korzystający z tranzystorów.

## Podstawowe dane
BESM-6 był najlepiej znanym i rozwiniętym komputerem swojej serii – BESM. Zaprojektowano go w Instytucie Precyzyjnej Mechaniki i Inżynierii Komputerowej. Prace zakończono w 1965. Produkcję rozpoczęto w 1968 i kontynuowano przez następne 19 lat.
Jak jego poprzednicy, BESM-6 korzystał z tranzystorów (jednakże wersja użyta w 1980 jako komponent superkomputera Elbrus korzystała z układów scalonych). 48-bitowy procesor maszyny taktował z częstotliwością 10 MHz i był wyposażony w dwa potoki danych – osobne dla sterowania i osobne dla obliczeń. Posiadał także pamięć podręczną procesora na 16 48-bitowych słów. Ten system mógł pracować z wydajnością 1 miliona instrukcji na sekundę (1 MIPS). CDC 6600, powszechny superkomputer zachodni z tych samych czasów, osiągał prędkość 2 MIPS.
Pamięć komputera można było zaadresować 15-bitowym adresem. Tak więc maksymalna pamięć wynosiła 32K słów (192 kilobajtów). System pamięci wirtualnej pozwalał na rozszerzenie tego do 128K słów (768 kilobajtów).
BESM-6 był często stosowany w Związku Radzieckim w latach 70. XX w. do różnych zadań obliczeniowych i kontrolnych. Podczas projektu Apollo-Sojuz w 1975 obróbka danych telemetrycznych misji została wykonana w kompleksie bazującym na tym superkomputerze. Radzieccy naukowcy skończyli obróbkę tych danych o pół godziny wcześniej niż ich amerykańscy koledzy.
W sumie wyprodukowano 355 komputerów tego modelu. Ich produkcję zakończono w 1987.
Jako pierwszy radziecki komputer z zainstalowaną bazą, sporą jak na swoje czasy, BESM-6 doczekał się oddanej społeczności programistów. Na przestrzeni lat powstało dla niego parę systemów operacyjnychoraz  kompilatory dla języków takich jak Foltran, ALGOL i Pascal.
Modyfikacja BESM-6 korzystająca z układów scalonych, 2–3-krotnie szybsza od oryginalnej wersji, została wyprodukowana w latach 80. XX w. pod nazwą Elbrus-1K2 jak część superkomputera Elbrus.
W 1992 jeden z ostatnich komputerów BESM-6, który się zachował, został zakupiony przez Muzeum Nauki w Londynie.

## Urządzenia wejścia/wyjścia
BESM-6 mógł drukować na drukarce АЦПУ-128 (Алфавитно-Цифровое Печатающее Устройство), a dane wejściowe pobierać z kart perforowanych GOST 10859. Dalekopis Consul-254 produkcji czechosłowackiej mógł być wykorzystywany z tą maszyną do sesji interaktywnych. Kiedy monitory kineskopowe stały się popularne, BESM-6 mógł być podłączony do terminali Videoton 340.